# Pilosocereus magnificus
Pilosocereus magnificus (Buining & Brederoo) F.Ritter es una especie de planta fanerógama de la familia Cactaceae.

## Distribución
Es endémica de Minas Gerais en Brasil.  Es una especie común que se ha extendido por todo el mundo.

## Descripción
Pilosocereus magnificus  crece de forma arbórea o arbustiva y puede formar un tronco claro que  alcanza un tamaño de 1,5 a 5 metros de altura. Los tallos verticales y suaves, de color azul claro  débilmente leñosos y con diámetros de 4-7,5 centímetros. Tiene de 5 a 12 costillas que sólo tienen surcos transversales visibles cerca de la punta claramente. Las espinas son de color amarillo dorado translúcido para marrón y como cerdas. Los 8 espinas centrales que sobresalen son de hasta 1,5 centímetros de largo. Las espinas radiales en número de aproximadamente 16 son ascendentes y de hasta 10 milímetros de largo. El tamaño de floración es débil. Las areolas se encuentran dispersas en grupos de 3 a 6 a lo largo de los tallos, pero sobre todo en la parte inferior y media. A partir de la primavera hay areolas con pelo blanco. Las flores son estrechas, agrandadas gradualmente y de hasta 6 centímetros de largo y pueden alcanzar un diámetro de 2,3 centímetros. Los frutos son esféricas deprimidas y tienen un diámetro de 2,5 a 3,5 centímetros, con a lo largo, varias grietas longitudinales y contienen una pulpa de color magenta.

## Taxonomía
Pilosocereus magnificus fue descrita por (Buining & Brederoo) F.Ritter y publicado en Kakteen in Südamerika 1: 72. 1979.
Etimología
Pilosocereus: nombre genérico que deriva de la  palabra  griega:
pilosus que significa "peludo" y Cereus un género de las cactáceas, en referencia a que es un Cereus peludo.
magnificus: epíteto latíno que significa "magnífico".
Sinonimia
- Pseudopilocereus magnificus